# Marc-Antoine Girard de Saint-Amant
Marc-Antoine Girard (señor de Saint-Amant) (su seudónimo), (30 de septiembre de 1594-29 de diciembre de 1661) fue un poeta, militar y diplomático francés, nacido en Grand-Quevilly y fallecido en París. Fue uno de los personajes que iniciaron la Academia Francesa en 1634. Le fue asignado el asiento número 22 de los 40 disponibles.

## Datos biográficos
Hijo de un militar de la marina francesa, surgido de una familia de mercaderes protestantes de Rouen, Marc-Antoine Girard, aprendió por curiosidad personal el español, el inglés y el italiano. 
Tras realizar estudios mediocres, su padre Antoine Girard, lo encargó de una vidriería, comercio familiar en el que al progenitor le hubiera gustado que su hijo lo sucediera. Saint-Amant que nunca se interesó en el comercio, realizó un viaje de iniciación a los 18 años en un barco. A su retorno, dos años después y contando con 20 de edad, fue autorizado por su padre para trasladarse a París para hacer carrera en la literatura. Ahí vivió protegido y sostenido por varios personajes: el conde de Harcourt y el duque de Retz.
Viajero por afición, visitó varios países de Europa, de América, el Senegal y la India. Aprendió varios idiomas, se interesó en la música, la pintura  y en las ciencias, frecuentando a los jansenistas y también a los denominados libertinos (como a Teófilo de Viau).

## Obra
Publicó la Moïse y un volumen de Obras poética (París; 1629-1643-1649); Rome ridicule, poema burlesco (1643); Stances sur la grossesse de la reine de Pologne (1650); Stances à M. Corneille sur son Imitation de Jésus-Christ (1656); La Génération (1658). 
Tuvo por norma no plegarse a las normas establecidas en la época por los tradicionalistas como François de Malherbe. Esto hizo que cuando la moda literaria se inclinara hacia los clásicos, él quedara en el olvido, antes de ser re descubierto en el siglo XIX, a partir de cuando este poeta de gran originalidad se consideró uno de los personajes más avanzados y modernos de su época. Inauguró un estilo llamado burlesco. 
Fue elegido a la Academia Francesa desde su creación en 1634, por el impulso y la promoción de Nicolás Faret quien lo invitó a seguirlo. Vivió la particularidad de ser un miembro de la Academia que no hizo discurso de recepción tal cual fue la costumbre desde el inicio de los trabajos académicos. Trabajó en la preparación del primer diccionario de lengua francesa preparado por la Academia, especialmente en la sección de palabras burlescas o grotescas. 
La edición completa de sus obras fue realizada por Charles-Louis Livet en la Biblioteca Elzeviriana (París, 1855, 2 vol.).
Uno de sus poemas más célebres, Le Paresseux (Los perezosos), publicado en 1631 en sus Œuvres Poétiques"

                            Le Paresseux

                             Accablé de paresse et de mélancolie,

                             Je rêve dans un lit où je suis fagoté,

                             Comme un lièvre sans os qui dort dans un pâté,

                             Ou comme un Don Quichotte en sa morne folie.

                            Là, sans me soucier des guerres d’Italie,

                             Du comte Palatin, ni de sa royauté,

                             Je consacre un bel hymne à cette oisiveté

                             Où mon âme en langueur est comme ensevelie.

                            Je trouve ce plaisir si doux et si charmant,

                             Que je crois que les biens me viendront en dormant,

                             Puisque je vois déjà s’en enfler ma bedaine,

                            Et hais tant le travail, que, les yeux entr’ouverts,

                             Une main hors des draps, cher Baudoin, à peine

                             Ai-je pu me résoudre à t’écrire ces vers.

Existe una publicación reciente con sus obras completas:
- Œuvres de Antoine Gérard de Saint-Amant, París, Didier, 1967-1971.

| Predecesor: Miembro inaugural | Academia Francesa (asiento número 22) 1634-1661 | Sucesor: Jacques Cassagne |